# 사카이마치촌
사카이마치촌(境町村)은 아키타현 히라카군에 있던 촌이다. 현재의 요코테시 중심부의 북서, 요코테강 좌안에 해당한다. 

## 역사
- 1889년 4월 1일 - 정촌제 시행에 의해 사카이마치촌이 성립하였다.
- 1955년 4월 1일 - 요코테시에 편입해. 동일 사카이마치촌은 폐지되었다.